# Eigengeschwindigkeit
Die Eigengeschwindigkeit ist die Relativgeschwindigkeit eines Luft- oder Wasserfahrzeugs gegenüber der umgebenden Luft- oder Wasserströmung. Da sich Luft und Wasser bezüglich des Landes bewegen können, muss bei Schiffen und Luftfahrzeugen bei Geschwindigkeitsangaben das Bezugsmedium angegeben werden.

## Luftfahrt
In der Luftfahrt bezeichnet die Eigengeschwindigkeit die unkorrigierte Geschwindigkeit eines Flugzeugs relativ zur umgebenden Luftmasse (engl. indicated air speed, IAS). Diese wird von einem Geschwindigkeitsmessinstrument (Airspeed indicator) angezeigt und durch Messen des Staudrucks und des statischen Drucks ermittelt. Die derart festgestellte Geschwindigkeit ist abhängig von der Luftdichte und somit von der Flughöhe und Temperatur der Luft und entspricht nur bei Standardatmosphäre der Geschwindigkeit gegenüber der Luft (Wahre Fluggeschwindigkeit = TAS). Weil diese vom Geschwindigkeitsmessinstrument „gemessene“ und angezeigte Geschwindigkeit (Unkorrigierte Eigengeschwindigkeit = IAS) ein direktes Maß für das aerodynamische Verhalten des Flugzeugs ist, ist IAS die primäre Geschwindigkeit in der Luftfahrt. Wenn in der Luftfahrt Eigengeschwindigkeit nicht näher spezifiziert wird, ist in der Regel die IAS oder die um Messfehler korrigierte Fluggeschwindigkeit (Calibrated Airspeed = CAS) gemeint. Diese Geschwindigkeit (IAS bzw. CAS) ist im Allgemeinen nicht gleich der Geschwindigkeit, mit der sich das Flugzeug gegenüber der Luft bewegt (TAS). Gleichheit gilt nur bei standardatmosphärischen Bedingungen auf Meereshöhe. Siehe auch Hauptartikel Fluggeschwindigkeit.

## Nautik
In der Nautik wird seltener von Eigengeschwindigkeit gesprochen, weil hier neben dem Wind- auch die Strömung zu berücksichtigen ist. Daher unterscheidet man besser zwischen „Fahrt durchs Wasser“ (eigener Vortrieb + Windeinfluss) und „Fahrt über Grund“. Der Unterschied entspricht der Meeresströmung, die meist zwischen 0,5 und 2 Knoten liegt. Aus der Schräglage von Tonnen kann man sie abschätzen, beim Ankern hingegen auch direkt messen.